# エムブリオマシンRPG
エムブリオマシンRPGは、2007年9月にグループSNEが制作したテーブルトークRPGである。著者は秋口ぎぐる。発売元はジャイブで、書籍の形式で出版された。
メカニックデザインは綱島志朗、システムは秋口ぎぐると丹野佑、世界設定は片山泰宏が設定している。

## 概要
『ヴェルム』と呼ばれる中世ヨーロッパ風の架空世界を舞台とした異世界ファンタジー。魔法や魔物が存在しない代わりに『エムブリオマシン』（ロボット）が存在する。プレイヤーキャラクターはこのエムブリオマシンを使って、戦乱の世を生き抜いていく。
ウォー・シミュレーションゲームの色が強いゲームであり、ロボット同士の戦闘はヘクス（通常シミュレーションでは六角形のマス目のことだが、本作では正方形）が書かれた地図上で展開される。ロボット同士の戦闘には、各プレイヤーが自分が行おうとする行動を、他者（味方のプレイヤーも含め）にはわからない形で決定する「プロッティング」というルールが搭載されている。各プレイヤー（とゲームマスター）はプロッティングされた行動予定を開示し、その予定通りの行動を行うこととなる。このことにより、「相手の行動を見てから自分の行動を決める」のではなく「相手がどういう行動を行うかを推測して自分の行動を考える」という必要が出てくるため、高い戦略性が要求されるゲームとなっている。例えば、射撃を行うにしても、射撃を行うタイミングで敵がいる地点を事前に推理する必要が出てくるのである。また、味方同士でも連携することは難しく、下手をすると味方のロボット同士が衝突したり、味方が設置した地雷に自分が突っ込んでダメージを受けることすらある。

## 設定

### 各種用語
ヴェルム
物語の舞台となる世界。現在、戦乱状態である。
エムブリオマシン
遺跡から発掘された、汎用兵器と思われる機体。略してEMと呼ばれる。いわゆるオーバーテクノロジーなロボット。身長は3から5メートル、重量は3から5トンと、いわゆるロボットアニメに登場するようなロボットからすると小型だが、中世ヨーロッパレベルのテクノロジーしかないこの世界では、エムブリオマシンはエムブリオマシンでなければ倒せない、ほとんど無敵の存在として描かれる。基本的に1人乗り（サプリメントで複座型のルールが追加された）で、プレイヤーは全員EM乗りとなる。
起動メタル
エムブリオマシンを起動させるためのキーとなる物質。加工して好きな形にすることが出来る。
プラセンタ・チップ
女性のEM乗りのみが体に埋め込むことで、EMとの同調率を上げることができるチップ。ただし、埋め込むことによる副作用もある。男性は使用不可。

## 製品一覧

### ルールブック・サプリメント
- エムブリオマシンRPG　（基本ルールブック）　　ISBN 978-4861764370
- エムブリオマシンRPGエクスパンション　御前試合　（サプリメント）　　ISBN 978-4-86176-490-5
- エムブリオマシンRPGエクスパンション　密林戦線　（サプリメント）　　ISBN 978-4-86176-564-3
- エムブリオマシンRPGエクスパンション　練兵都市　（サプリメント）　　ISBN 978-4-86176-651-0

### リプレイ
※特にシリーズ名はないが、ここでは便宜上、発表順に連番を振っている。また、各タイトルにはすべて「Replay:エムブリオマシンRPG」が表題の後ろに付く。
第1期シリーズ
著：秋口ぎぐる・片山泰宏/グループSNE ビジュアライズ：綱島志朗
- マシン・マーセナリー ISBN 978-4861764196
- ノースランズ・メモリー ISBN 978-4-86176-448-6
- ブラッド・ミュージック ISBN 978-4-86176-513-1

第2期シリーズ
著：番棚葵/グループSNE 監修：秋口ぎぐる ビジュアライズ：黒渕かしこ
- 聖女のちょっとした受難 ISBN 978-4-86176-554-4
- 聖戦のちょっとした回避 ISBN 978-4-86176-609-1
- 聖都のちょっとした終末 ISBN 978-4-86176-637-4

第3期シリーズ
著：清松みゆき/グループSNE 監修：秋口ぎぐる ビジュアライズ：小玉有起
- 颯爽!デザートナイツ ISBN 978-4-86176-626-8
- 颯爽!デザートナイツII ISBN 978-4-86176-677-0
- 颯爽!デザートナイツIII ISBN 978-4-86176-749-4